# Глазуновское сельское поселение
Глазуно́вское се́льское поселе́ние — муниципальное образование в составе Кумылженского района Волгоградской области.
Административный центр — станица Глазуновская.

## История
Глазуновское сельское поселение образовано 14 февраля 2005 года в соответствии с Законом Волгоградской области № 1006-ОД.

## Население
| 2010  | 2012  | 2013  | 2014  | 2015  | 2016  | 2017  |
| ----- | ----- | ----- | ----- | ----- | ----- | ----- |
| 2091  | ↘2081 | ↘2074 | ↘2043 | ↘2012 | ↘1980 | ↗1982 |
| 2018  | 2019  | 2020  | 2021  |       |       |       |
| ↘1952 | ↗1954 | ↘1924 | ↘1883 |       |       |       |

## Состав сельского поселения
| № | Населённый пункт | Тип населённого пункта          | Население |
| - | ---------------- | ------------------------------- | --------- |
| 1 | Ближний          | хутор                           | 2         |
| 2 | Глазуновская     | станица, административный центр | ↘2074     |
| 3 | Скуришенская     | станица                         | 799       |